# Raymond Barton
Raymond Oscar Barton (Granada, 22 agosto 1889 – Augusta, 27 febbraio 1963) è stato un generale statunitense, attivo nel corso della seconda guerra mondiale.
Entrò nell'esercito statunitense nel 1912 come sottotenente. Negli anni venti e trenta scalò i gradi della gerarchia militare e al contempo si formò come ufficiale di stato maggiore, diplomandosi alla United States Army Command and General Staff School nel 1924. Servì in seguito come istruttore presso tale istituzione e poi come professore di tattica alla Georgetown University. Alla fine degli anni trenta o all'inizio degli anni quaranta, raggiunse il rango di maggior generale.
Nel luglio 1942, dopo esserne stato il capo di stato maggiore, prese il comando della 4ª Divisione di fanteria e addestrò duramente l'unità, che all'inizio del 1944 fu scelta per partecipare allo sbarco in Normandia. Il 6 giugno le truppe di Barton stabilirono una solida testa di ponte ed egli le condusse poi nella battaglia di Normandia, culminata nella liberazione di Parigi. Diresse la divisione anche nella campagna della Linea Sigfrido, con meno successo, e nel dicembre 1944 dovette affrontare l'improvvisa offensiva delle Ardenne. Prima della fine del mese lasciò il comando per problemi di salute. Nel 1946, dopo un incarico in patria, lasciò l'esercito e morì il 27 febbraio 1963 in Georgia.

## Biografia

### Primi anni
Raymond Oscar Barton nacque il 22 agosto 1889 nel piccolo paese di Granada, nella contea di Prowers in Colorado; i suoi genitori erano Conway Oldham Barton, Jr. (1856-1941) e Carrie Mosher in Barton (1860-1943). Frequentò la high school nella cittadina di Ada in Oklahoma; nel 1907, alla conclusione degli studi, fu il miglior diplomato della propria classe e perciò fu nominato valedictorian. Nel 1908, Barton decise d'intraprendere la carriera militare e quell'anno stesso entrò nell'Accademia militare di West Point, dove a fianco dell'addestramento praticò sin da subito pugilato e wrestling; nel corso della sua permanenza all'Accademia, gli fu affibbiato il nomignolo "Tubby". Nel 1912 ottenne il diploma e con il grado di sottotenente fu integrato nell'esercito statunitense, assegnato alla fanteria.
Il 28 luglio 1914 ebbe inizio la prima guerra mondiale, cui gli Stati Uniti parteciparono dal 6 aprile 1917: Barton non vide però alcun combattimento. Giunse tuttavia in Europa dopo il termine delle ostilità come parte delle forze d'occupazione statunitensi. Negli anni aveva iniziato a scalare la gerarchia militare e nel 1918 era un tenente colonnello, al comando del 1º Battaglione dell'8º Reggimento fanteria, che fu dislocato nella Germania sconfitta e fu l'ultimo reparto a lasciare il paese nel 1923.

### La carriera nell'esercito
Una volta tornato in patria, Barton s'iscrisse subito alla United States Army Command and General Staff School, istituzione preposta a formare competenti ufficiali di stato maggiore; terminati gli studi con profitto nel 1924, vi lavorò dal 1928 al 1933 come istruttore. Successivamente approfondì le proprie conoscenze e abilità al Collegio dell'esercito, dal quale uscì nel 1933: da quell'anno e fino al 1937 fu professore di scienza militare e tattica alla Georgetown University, a Washington. Tra il 1940 e il 1941 Barton servì come capo di stato maggiore della 4ª Divisione di fanteria, incarico cui seguì la nomina a capo di stato maggiore del IV Corpo d'armata, che tenne sino alla metà del 1942. Barton divenne figura apprezzata dagli alti comandi per essere un ufficiale efficiente e si era costruito una reputazione di comandante esigente.

### La seconda guerra mondiale

#### 1942 - 1944
Il 3 luglio 1942 Barton, ormai maggior generale, assunse il comando della 4ª Divisione di fanteria e nell'occasione tenne un discorso al 22º Reggimento: affermò che per addestrare gli uomini ad agire con efficienza in battaglia, seguendo la tattica e non le normali abitudini da civile, avrebbe imposto una stretta disciplina e si sarebbe personalmente occupato di scansafatiche, riottosi e simili. Le esercitazioni e la preparazione militare della divisione si svolsero per il resto del 1942 e tutto il 1943 presso Camp Gordon Johnston, Florida, e compresero anche simulazione di guerra anfibia; Barton partecipava spesso in prima persona e ciò, unitamente alle sue maniere informali ma non offensive, gli guadagnò la stima e il rispetto degli uomini, che impararono inoltre a riconoscerlo all'istante. Il regime d'addestramento e la disciplina introdotte dal generale furono ciononostante dure, sì che un colonnello della divisione disse che il generale "comandava con il pugno di ferro".
Barton e la 4ª Divisione di fanteria giunsero in Gran Bretagna all'inizio del 1944 per prendere parte all'operazione Overlord, ovvero lo sbarco in Normandia e la liberazione della Francia dall'occupazione tedesca. In vista dell'impegnativo incarico di sbarcare su Utah Beach (coste sud-orientali del Cotentin), Barton moltiplicò le simulazioni di assalto anfibio sulle spiagge del Devon, elette a centro d'addestramento per le divisioni coinvolte nell'operazione. La 4ª Divisione fu trasformata in un efficace strumento bellico, reputata "incrollabile e leale". Nel corso dei mesi precedenti lo sbarco, Barton dovette trattare una questione delicata: il brigadier generale Theodore Roosevelt, Jr., assegnato alla divisione nella veste ufficiosa e temporanea di "generale suppletivo", informò sin da subito il comandante che intendeva porre piede sulla spiaggia assieme alla prima ondata, composta dal grosso dell'8º Reggimento, e spronare le truppe. Inizialmente, Barton negò l'autorizzazione, temendo che se Roosevelt fosse rimasto ucciso, aspre critiche avrebbero colpito lui e coinvolto anche la "sua" divisione; ma, in seguito alle ostinate insistenze e a una lettera del 26 maggio 1944, Barton gli concesse di condurre in prima persona l'assalto al Vallo Atlantico. In seguito, rivelò di aver nutrito ben poche speranze sul destino del brigadier generale, pensando che difficilmente avrebbe potuto sopravvivere.

#### La Normandia e le battaglie sul confine tedesco
Il mattino presto del 6 giugno 1944 ebbero inizio gli sbarchi su Omaha Beach, Utah e poi nel settore anglo-canadese più a est. La 4ª Divisione incontrò scarsa opposizione e stabilì rapidamente una testa di ponte; Barton, preso il comando momentaneo anche di due battaglioni della 90ª Divisione fanteria, gestì una regolare avanzata nell'entroterra, realizzando prima del termine della giornata i primi collegamenti con la sparpagliata 82ª Divisione aviotrasportata. Barton reincontrò il generale Roosevelt nella mattinata, a poca distanza dalla spiaggia, e ne riconobbe la determinante leadership nei primi momenti dello sbarco, oltre a mostrarsi particolarmente felice della sua incolumità. Nel mese di giugno liberò il Cotentin dalla presenza tedesca e poi prese parte all'assedio e alla conquista di Cherbourg (25 giugno): in questa occasione, Barton e le sue truppe furono elogiati per l'azione aggressiva e determinata dal maggior generale Joseph Lawton Collins, comandante del VII Corpo d'armata cui la divisione faceva parte, che espresse la sua "enorme ammirazione". Barton diresse poi la divisione in alcuni aspri scontri nella zona del villaggio di Périers (6-12 luglio), che portarono allo sfondamento dell'ala sinistra della 7ª Armata tedesca e al riflusso delle sue divisioni su Avranches. Partecipò infine alla corsa finale su Parigi, liberata il 25 agosto 1944, e all'inseguimento delle superstiti forze tedesche in ritirata verso il Belgio e la Germania: l'11 settembre fu proprio una pattuglia del 22º Reggimento del generale Barton la prima unità statunitense a calcare il suolo tedesco.
Liberata Houffalize, Barton penetrò in Belgio con l'incarico di attaccare presso lo Schnee Eifel le ridotte della Linea Sigfrido, assalto che ebbe inizio il 14 settembre con magri progressi. Anche in ottobre la 4ª Divisione, come numerose altre unità alleate, dovette segnare il passo dinanzi alla disperata difesa tedesca e, a partire dal 6 novembre, sempre più reparti al comando di Barton presero parte alla sfiancante battaglia della foresta di Hürtgen: nel corso dei sanguinosi scontri, il generale si privò della propria cintura su richiesta dell'ufficiale medico Russell York, a corto di lacci emostatici. All'inizio di dicembre la divisione fu trasferita nel Lussemburgo per un periodo di riposo: qui, il 15 dicembre, Barton fu costretto a organizzare rapidamente un fronte difensivo quando il 16 dicembre 1944 i tedeschi lanciarono un inaspettato e massiccio contrattacco. Egli riuscì a tenere, nonostante la dispersione dei reparti, i piccoli villaggi di Dickweiler e Osweiler e arginare in quel settore l'impeto tedesco. Il 26 dicembre, malato, Barton dovette cedere il comando della 4ª Divisione che aveva condotto per lungo tempo.

### Ritiro e morte
Spostato nelle retrovie, Barton si riprese e all'inizio del 1945 comandò per un breve periodo la 2ª Divisione di fanteria. Fu quindi rimpatriato e assunse la carica di Capo del Centro addestramento reclute di Fort McClellan, in Alabama. Tenne questa posizione sino al 1946, quando lasciò il servizio attivo nell'esercito statunitense. Si trasferì con la famiglia nella città di Augusta, sita nella contea di Richmond in Georgia, dove per diversi anni fu presidente della Camera del Commercio cittadina. Si spense il 27 febbraio 1963, all'età di 73 anni, e fu sepolto al Westover Memorial Park. La piazza d'armi di Fort Gordon, in Georgia, fu rinominato in suo onore Barton Field.

## Vita personale
Nel corso del servizio d'occupazione in Europa, Barton si fidanzò con Clare Elliott Fitzpatrick e i due si sposarono a Parigi nel 1922. L'8 marzo 1927 nacque a Omaha il loro unico figlio, Raymond Oscar Barton Jr., che partecipò nei ranghi dell'aeronautica militare alla guerra di Corea. È morto il 10 novembre 2003, anch'egli nella città di Augusta.

## Nella cultura di massa
Raymond Oscar Barton è stato impersonato dall'attore statunitense Edmond O'Brien nel film Il giorno più lungo, uscito nel 1962.

## Onorificenze
Dati tratti da: